# Mordi e fuggi
Mordi e fuggi (em francês:  Rapt à l'italienne) é um filme franco-italiano de 1973, gênero comédia, dirigido por Dino Risi.

## Sinopse
Trio assalta banco e é perseguido pela polícia. Durante a fuga, fazem reféns e passam a exigir resgate.